# John L. Esposito
John Louis Esposito, född 19 maj 1940 i Brooklyn, är professor vid Georgetown University i USA och är en internationellt erkänd expert på islam.
Innan han kom till Georgetown University var Esposito professor i Mellanösternstudier vid College of the Holy Cross.

## Verk i urval
- Islam - den raka vägen, 2011
- The Future of Islam, 2010
- What Everyone Needs to Know About Islam, 2002
- Unholy War: Terror in the Name of Islam, 2002
- The Islamic Threat: Myth or Reality?, 1999
- Political Islam: Radicalism, Revolution or Reform, 1997